# Prečna
Prečna – wieś w Słowenii, w gminie miejskiej Novo mesto. W 2018 roku liczyła 397 mieszkańców. 